# Costumen van Brussel
De costumen van Brussel was het gewoonterecht dat heerste in de Kuip van Brussel tijdens het ancien régime. Het werd opgetekend in de 16e eeuw en gefixeerd in 1606. Deze compilaties bevatten regels van bestuursrecht, burgerlijk recht, procesrecht, enz. 

## Optekening
Zoals elders in Brabant werden de costumen van Brussel vrij laat opgetekend. Het gebeurde een eerste keer in 1546-1547 na een algemeen bevel van keizer Karel V. De door de stadsmagistraat overgemaakte tekst, uitsluitend in het Nederlands, werd gehomologeerd door de Raad van Brabant. Bij een nieuwe optekeningsactie onder koning Filips II en de hertog van Alva in 1570 stuurde de Brusselse stadssecretaris François Boschvercken († 1598) een bijna identieke tekst in. De derde optekening onder de aartshertogen Albrecht en Isabella in 1606-1607 leverde een veel langere compilatie op, onderschreven door stadssecretaris Franchoys van Asbroeck. Het aantal artikelen steeg van 70 naar 310 en bestaande bepalingen werden gewijzigd. In die versie werden de costumen daarna nog verschillende keren herdrukt (1657, 1682, 1689, 1762).

## Inhoud
De 22 titels van de costumen van 1606 handelden over de volgende onderwerpen:
1. Ambten en jurisdicties van Brussel
2. Rechtsbedeling
3. Vierschaar
4. Gevangenen
5. Arrestaties
6. Uitvoering van vonnissen
7. Voorrechten
8. Cessie
9. Huur
10. Contracten, erfenissen, vervreemdingen, transporten, verdeling, belastingen
11. Renten
12. Afpaling en buurschap
13. Borgstelling bij schepenbrief (Brussels waerschap)
14. Poorterschap
15. Opeising en naderschap
16. Huwelijksrecht
17. Vruchtgebruik
18. Plichten van jonge lieden
19. Voogdij over minderjarige kinderen
20. Erfenissen en verdeling
21. Bezit en verjaring
22. Testamenten

## Uitgaven
Antoine André De Cuyper gaf in 1869 de costumen van 1570 uit op basis van één handschrift in het bezit van Edward Van Even. De costumen van 1547 waren lange tijd onvindbaar en werden pas in 1965 gepubliceerd door Philippe Godding.